# Sparkasse Herzogenburg-Neulengbach
Die Sparkasse Herzogenburg-Neulengbach Bank Aktiengesellschaft ist ein niederösterreichisches Bankunternehmen mit Sitz in Herzogenburg und Teil der Sparkassengruppe in Österreich. Sie entstand 1980 als Vereinssparkasse. Die Sparkasse ist Mitglied des Kooperations- und Haftungsverbundes der österreichischen Sparkassen und des Österreichischen Sparkassenverbands.

## Gründungsgeschichte
1859 gab es wegen des starken Kreditbedarfes im Bezirk großes Interesse an der Gründung einer Sparkasse, die auch als Ersatz für die bestehende Waisenkasse dienen sollte. Ein erster Antrag auf Genehmigung verlief im Sand. 1869 wurde erneut ein Antrag auf Errichtung einer Sparkasse, Gründung eines Sparkassenvereines und Dotierung des Garantiefonds mit 4.000 fl gestellt, doch das Innenministerium zögerte wegen des geringen Gründungskapitals. Die Gemeinde übernahm Ende September 1869 unter Bedingung der Einflussnahme auf Verwaltung und Widmungen die Haftung. Mitte April 1870 kam der Sanktus der Behörde zur Errichtung und den Statuten. Ende Mai 1870 erfolgte die erste Hauptversammlung im Rathaus in Herzogenburg, 40 Bürger bildeten den Verein. Mit Juli 1870 öffnete die Sparkasse in Herzogenburg im Haus Kirchengasse 6 ihre Pforten.

## Bauliche Entwicklung der Hauptanstalt
Am 1. Juli 1870 wurden die Räumlichkeiten der Sparkasse in Herzogenburg im Haus Kirchengasse 6 eingeweiht, 1915 wurden diese erweitert und adaptiert. Große Umbaumaßnahmen des Sparkassengebäudes erfolgten 1929. Im Jahr 1956 übersiedelte sie in den Neubau am Rathausplatz 9, 1979 wurde das Gebäude erweitert und neugestaltet. 1993 wurde die Sparkasse in zwei Privatcenter und einen Kommerzcenter umgestaltet, 2003 wurde die SB-Zone erweitert. Die Hauptanstalt wurde 2010 umgestaltet, zudem wurde ein Veranstaltungssaal angebaut.

## Wichtige Ereignisse
1980 fusionierte die Sparkasse Herzogenburg mit der Sparkasse in Neulengbach, außerdem fiel die Haftung der Stadtgemeinde Herzogenburg weg.
Am 28. Juni 2014 wurde der Bankbetrieb in die neugegründete Sparkasse Herzogenburg-Neulengbach Bank Aktiengesellschaft ausgegliedert. Das Aktienkapital wird von der ebenfalls neugegründeten Sparkasse Herzogenburg-Neulengbach Privatstiftung gehalten.

## Gemeinnützige Projekte/Sponsoring
- vor 1918: Stadtgemeinde Herzogenburg, kulturelle Vereine und Sport
- 1924: Freiwillige Feuerwehr, Schulen
- 1970: Jubiläumsspende – Errichtung des Lehrschwimmbeckens in der neuerbauten Hauptschule
- 1975: Kirchturmbeleuchtung und Kerzenleuchter, Renovierung eines Bildes des Stiftes
- 2004: neuer Brunnen im Areal der Hauptschule Herzogenburg, Heizung des Festsaales des Augustiner Chorherrenstiftes Herzogenburg.
- Jährliche Zuwendung zur laufenden Renovierung der Dreiföhrenkapelle in Neulengbach
- Laufende Unterstützung der Schulen, Freiwillige Feuerwehren und Rettungsdienste sowie der Vereine in den Regionen Herzogenburg und Neulengbach